# ダニエル・フォックス (ポルノ俳優)
ダニエル・フォックス（Danielle Foxxx, 1979年11月27日 - ）は、アメリカ合衆国のポルノ俳優。ブラジルリオデジャネイロ出身。

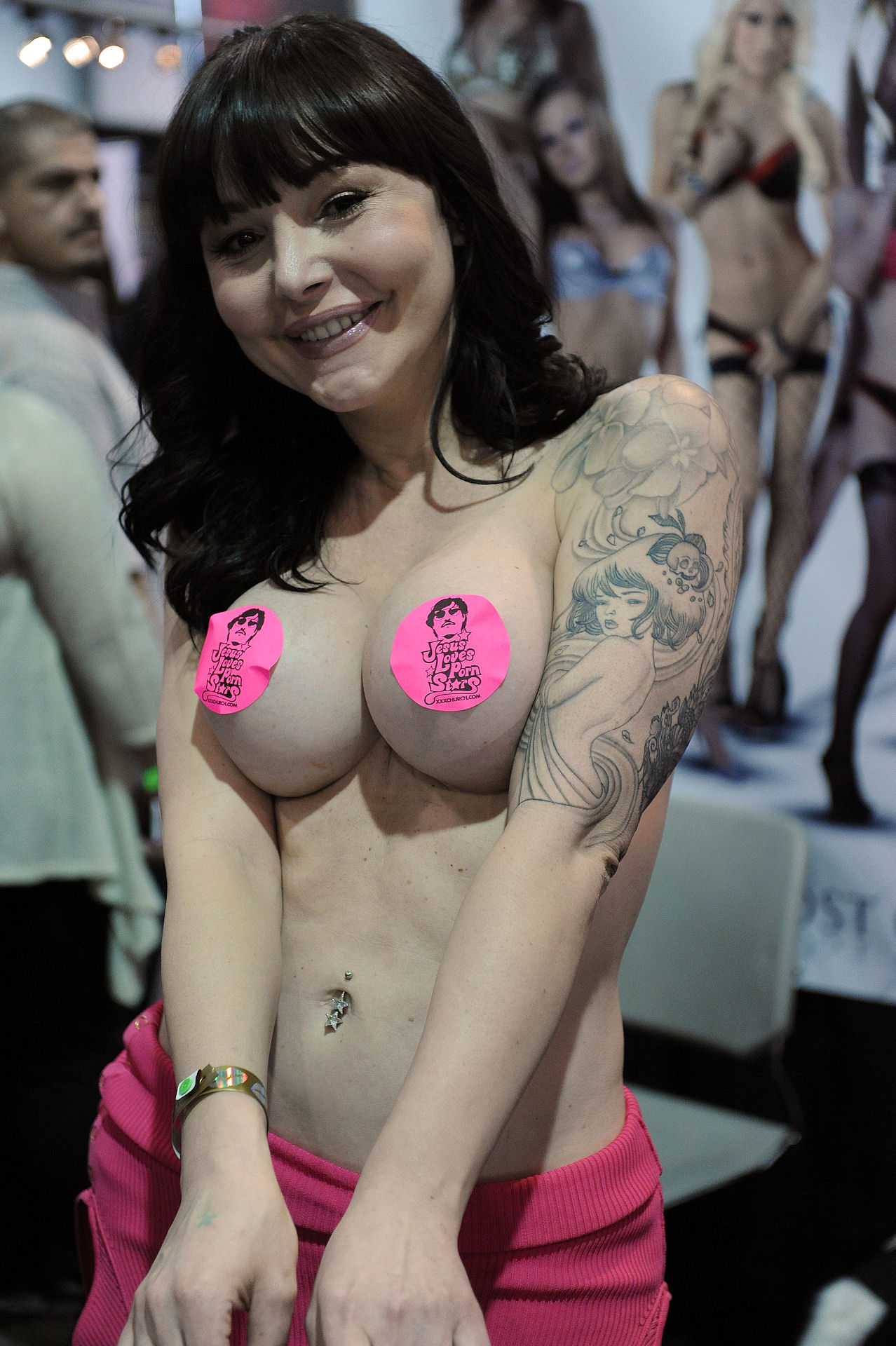
ダニエル・フォックス